# Грант (округ, Нью-Мексико)
Грант (англ. Grant) — округ в штате Нью-Мексико в США. Расположен в юго-западной части штата. Столица — Силвер-Сити. По данным переписи за 2010 год число жителей округа составляло 29 514 человек. Округ был создан в 1868 году и назван в честь президента США Улисса Гранта.

## Географическое положение
Расположен в юго-западной части штата на границе со штатом Аризона. По данным Бюро переписи населения США округ Грант имеет общую площадь в 10 277 квадратных километров.

## Население
| Год переписи | Нас.  |  | %±     |
| ------------ | ----- |  | ------ |
| 1910         | 14813 |  | —      |
| 1920         | 21939 |  | 48,1%  |
| 1930         | 19050 |  | −13,2% |
| 1940         | 20050 |  | 5,2%   |
| 1950         | 21649 |  | 8%     |
| 1960         | 18700 |  | −13,6% |
| 1970         | 22030 |  | 17,8%  |
| 1980         | 26204 |  | 18,9%  |
| 1990         | 27676 |  | 5,6%   |
| 2000         | 31002 |  | 12%    |
| 2010         | 29514 |  | −4,8%  |
| 2016         | 28280 |  | −4,2%  |

В 2010 году на территории округа проживало 29 514 человек (из них 49,1 % мужчин и 50,9 % женщин), насчитывалось 12 586 домашних хозяйства и 7941 семьи. Расовый состав: белые — 84,9 %, афроамериканцы — 0,9 %, коренные американцы — 1,4 %, азиаты — 0,4 % и представители двух и более рас — 2,8 %. 48,3 % населения были латиноамериканцами.
Население округа по возрастному диапазону по данным переписи 2010 года распределилось следующим образом: 21,9 % — жители младше 18 лет, 3,6 % — между 18 и 21 годами, 53,2 % — от 21 до 65 лет и 21,3 % — в возрасте 65 лет и старше. Средний возраст населения — 45,9 лет. На каждые 100 женщин в Гранте приходилось 96,4 мужчин, при этом на 100 совершеннолетних женщин приходилось уже 92,7 мужчин сопоставимого возраста.
Из 12 586 домашних хозяйств 63,1 % представляли собой семьи: 45,3 % совместно проживающих супружеских пар (12,7 % с детьми младше 18 лет); 12,6 % — женщины, проживающие без мужей и 5,2 % — мужчины, проживающие без жён. 36,9 % не имели семьи. В среднем домашнее хозяйство ведут 2,30 человека, а средний размер семьи — 2,86 человека. В одиночестве проживали 30,9 % населения, 13,2 % составляли одинокие пожилые люди (старше 65 лет).
Количество смертей, связанных с алкоголем на 100 000 человек, составляет 52,9.

## Экономика
В 2016 году из 23 476 трудоспособных жителей старше 16 лет имели работу 10 638 человек. В 2014 году медианный доход на семью оценивался в 49 832 $, на домашнее хозяйство — в 38 890 $. Доход на душу населения — 24 882 $. 14,8 % от всего числа семей в Гранте и 21,5 % от всей численности населения находилось на момент переписи за чертой бедности.